# Xã Derrynane, Quận Le Sueur, Minnesota
Xã Derrynane (tiếng Anh: Derrynane Township) là một xã thuộc quận Le Sueur, tiểu bang Minnesota, Hoa Kỳ. Năm 2010, dân số của xã này là 508 người.